# Nikolai Alexandrowitsch Berdjajew

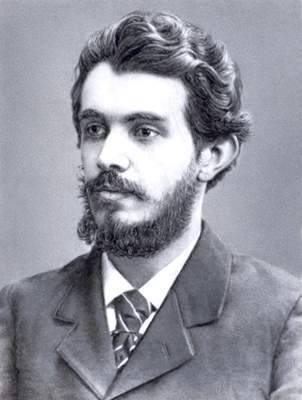
Nikolai Berdjajew (ca. 1910)

Nikolai Alexandrowitsch Berdjajew (russisch Николай Александрович Бердяев, wiss. Transliteration Nikolaj Aleksandrovič Berdjaev; * 6. Märzjul. / 18. März 1874greg. in Obuchowo, Gouvernement Kiew, Russisches Kaiserreich; † 23. März 1948 in Clamart im Département Hauts-de-Seine bei Paris) war ein russischer Religionsphilosoph.

## Leben
Nikolai Berdjajew entstammte einer russischen Adelsfamilie und wurde in einer Kadettenanstalt erzogen, bevor er an der Universität Kiew studierte.
Schon früh wandte sich Berdjajew gegen die Werte der Adelsgesellschaft und wurde Marxist. 1898 führten seine revolutionären Aktivitäten zu einer dreijährigen Verbannung in das Gouvernement Wologda. Nach seiner Rückkehr war er als freier Publizist tätig und arbeitete bei einer marxistischen Zeitschrift mit; allmählich vollzog sich nun jedoch Berdjajews Abwendung vom Marxismus und seine Hinwendung zum Neukantianismus. Er wies Lenin bei einer kritischen Lektüre von dessen Werk Materialismus und Empiriokritizismus Hunderte von Ungereimtheiten und Fehlern nach. Damit zog er sich Lenins Hass zu. Inspiriert vor allem von dem Religionsphilosophen Wladimir Solowjow, strebte er eine Vereinigung von Marxismus und russisch-orthodoxem Christentum an. 1919 gründete er die „Moskauer Freie Akademie für Geisteskultur“. Seine kritische Haltung gegenüber der sowjetischen Ideologie führte 1922 zu seiner Ausweisung (Philosophenschiff).

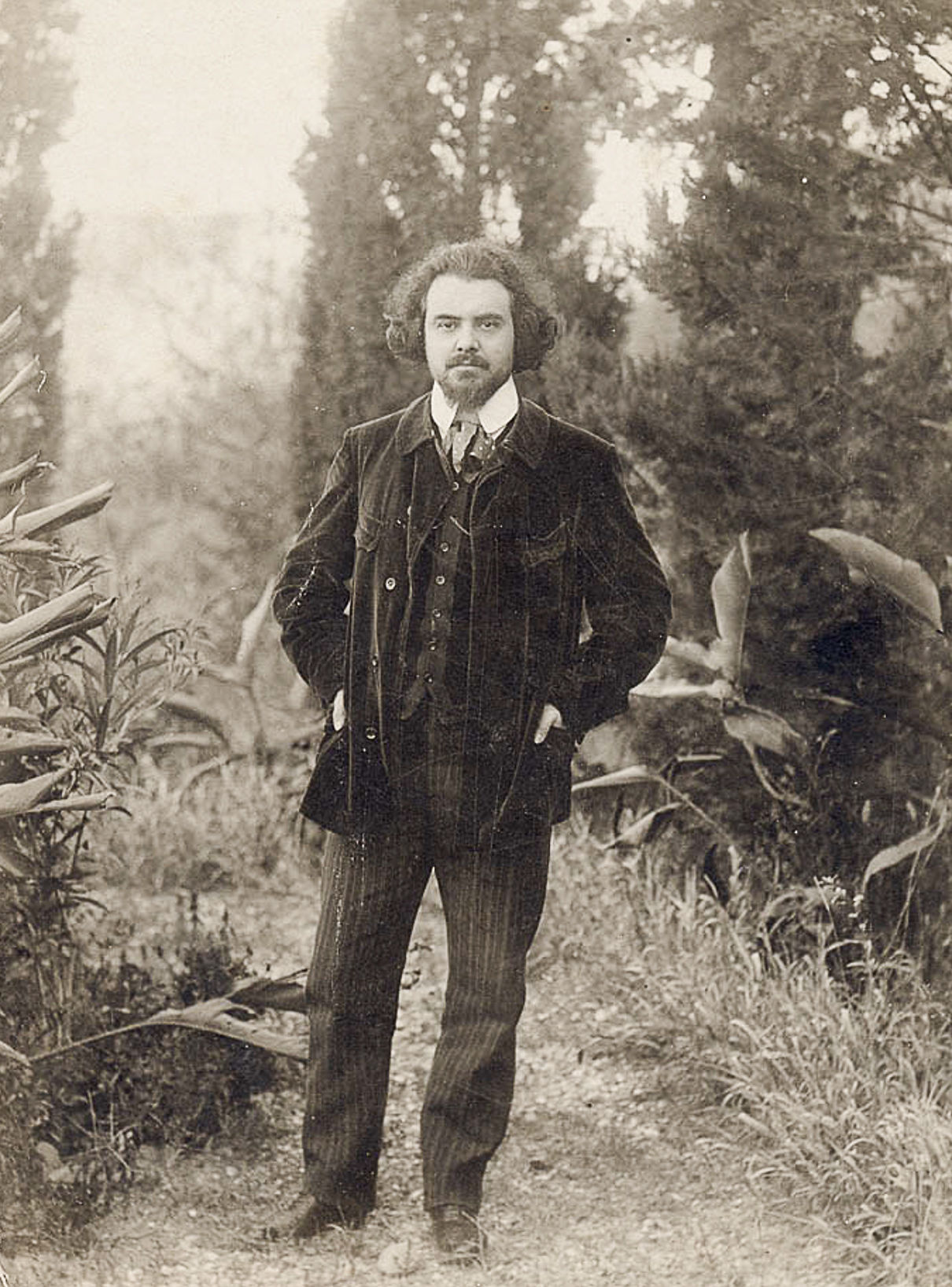
Nikolai Berdjajew

Berdjajew ging ins Exil nach Berlin, wo er eine „Religionsphilosophische Akademie“ gründete. Dort traf er Max Scheler, Oswald Spengler und Paul Tillich. Mit ihnen entwickelte sich eine lebenslange Verbindung, die unter anderem durch Briefwechsel aufrechterhalten wurde. Insbesondere mit Tillich verband ihn eine ähnliche Einstellung bezüglich „der Kritik des Positivismus, Technizismus, Rationalismus, der Bürgerlichkeit sowie der Zivilisation insgesamt“.
Zwei Jahre später zog er weiter nach Paris, gründete dort wiederum eine Akademie, gab die religionsphilosophische Zeitschrift Der Weg heraus und stand in Verbindung mit dem Renouveau catholique, unter anderem mit Peter Wust.

„Das neue Mittelalter“ (1927)

Nach seinem Weggang aus Deutschland setzte eine lebhafte Auseinandersetzung mit seinen Werken ein, sowohl unter protestantischen als auch katholischen Theologen und Publizisten (z. B. Ernst Michel). Veröffentlichungen Berdjajews finden sich u. a. in der Zeitschrift Hochland Carl Muths. Werke wie Das neue Mittelalter oder Der Sinn der Geschichte stießen bei Hans Scholl und anderen Mitgliedern der Weißen Rose auf Resonanz.
Von 1929 bis 1934 war Berdjajew Mitherausgeber der Zeitschrift Orient und Occident.
Im Dritten Reich wurden Berdjajews Werke aufgrund seiner „probolschewistischen“ Einstellung verboten.

## Philosophie
Die Grundkonstellation in Berdjajews Philosophie ist die Gegenüberstellung von Geist und Natur und die Orientierung des Menschen innerhalb dieses Rahmens: Der Mensch habe die Wahl zwischen der „Objektivation“, das heißt zwischen der Verfallenheit an die materielle Welt und der Geistigkeit und „Gottmenschlichkeit“. Mit dem Reich des Geistes wesentlich verknüpft sei die Freiheit – Berdjajew stellt sie mit Jakob Böhme über das Sein, als „ungeschaffene Freiheit“, die im Nichts gründet. Hier wird die Nähe zur existenzialistischen Philosophie offenkundig; zu Recht hat man Berdjajew als einen christlichen Existenzialisten bezeichnet. Die von ihm angestrebte geistige Wiedergeburt des Menschen sollte nicht nur den Einzelnen betreffen, sondern auch zu einer sozialen Umgestaltung der Gesellschaft führen. In Frankreich hatte er Kontakt zu Emmanuel Mounier und dem Kreis der Personalisten.

## Rezeption
Die Rezeption Berdjajews unterschied sich maßgeblich nach der jeweiligen religiösen Ausrichtung der Rezipierenden. Aufgrund der antikommunistischen Bestrebungen der katholischen Kirche in den 1920er und 1930er Jahren versuchte man, hier Gemeinsamkeiten mit emigrierten orthodoxen Theologen zu finden. So wurden unter anderem die gemeinsamen altkirchlichen Wurzeln gewürdigt. Berdjajews Kirchenauffassung wurde allerdings von katholischer Seite kritisiert, weil er eine autokephale Kirchenorganisation, das heißt, eine Organisation von verschiedenen Kirchen mit eigenen Oberhäuptern, bevorzugte, wie sie für die orthodoxen Kirchen kennzeichnend ist. Die Rezeption durch protestantische Theologen war geprägt von dem Widerspruch zwischen Gemeinsamkeiten und Unterschieden. So wurde Berdjajews Vorhersage einer neuen, von stärkerer Religiosität geprägten Epoche von Protestanten positiv aufgenommen, seine sakramentalphilosophische Haltung lehnten andere allerdings ab.
In einem erst nach seinem Tod in einem kirchlichen Periodikum veröffentlichten Artikel wurde deutlich, wie sehr Berdjajew sich der Orthodoxie verbunden sah. Die Redaktion würdigte ihn als „treuen Sohn der orthodoxen Kirche“ und „Freigeist in seinen philosophischen Werken“.
Das Buch Schöne neue Welt von Aldous Huxley beginnt mit einem französischen Zitat von Berdjajew als Motto, in dem die Erwünschtheit von Utopien in Frage gestellt wird.

## Eponyme
Der am 8. Oktober 1969 entdeckte Asteroid (4184) Berdyayev wurde 1991 nach Berdjajew benannt.

## Werke
- Die Philosophie der Freiheit, Moskau 1911 (russisch: Filosofija svobody)
- Der Sinn des Schaffens. Versuch einer Rechtfertigung des Menschen, Tübingen 1927 (russisch: Smysl’ tvorčestva, 1916).
- Filosofija neraventstva. Pis’ma k nedrugam po socialnoj filosofii, Berlin 1923 (Die Philosophie der Ungleichheit. Briefe an die Gegner in Fragen der Sozialphilosophie – keine deutsche Ausgabe bekannt).
- Der Sinn der Geschichte. Versuch einer Philosophie des Menschengeschickes, Darmstadt 1925 (russisch: Smysl istorii’, 1923).
- Das neue Mittelalter. Betrachtungen über das Schicksal Russlands und Europas, Darmstadt 1927 (russisch: Novoe sredneveko’ve, 1924).
- Die Weltanschauung Dostojewskijs, München 1925 (russisch: Mirosozercanie Dostoevskago, 1923).
- Die Philosophie des freien Geistes. Problematik und Apologie des Christentums, Tübingen 1930.
- Das Schicksal des Menschen in unserer Zeit, Luzern 1935 (russisch: Sud’ba čeloveka v sovremennom mire (K ponimaniju našej ėpochi), 1934).
- Wahrheit und Lüge des Kommunismus, Luzern 1934 (russisch: Pravda i lož’ kommunizma, 1930).
- Die Gefährdung des Christentums durch Rassenwahn und Judenverfolgung, dt. 1935
- Christentum und Klassenkampf, Luzern 1936 (russisch: Christianstvo i klassovaja bor’ba, 1931).
- Die russische religiöse Idee, Darmstadt 1936 (herausgegeben von Paul Tillich)
- Von der Würde des Christentums und der Unwürde der Christen, Luzern 1936 (russisch: O dostojnstve christianstva i nedostojnstve christian, 1931)
- Neuausgabe  Im Herzen die Freiheit. Das Bürgertum zwischen Sinnsuche und Selbstgeißelung, Bad Schmiedeberg: Renovamen-Verlag 2018. ISBN 978-3-95621-133-1. Mit einem Vorwort von P. Michael Weigl (FSSPX).
- Die menschliche Persönlichkeit und die überpersönlichen Werte, Wien 1937 (russisch: Čelověčeskaja ličnost’ i sverchličnyja cennosti, 1937).
- Christentum und Antisemitismus. Das religiöse Schicksal des Judentums, Zürich 1939.
- Der Mensch und die Technik, Luzern 1943.
- Geist und Wirklichkeit, Lüneburg 1949 (russisch: Duch i real’nost’, 1937).
- Selbsterkenntnis. Versuch einer philosophischen Autobiographie, Darmstadt und Genf 1953 (russisch: Samopoznanie, 1949).
- Das Ich und die Welt der Objekte. Versuch einer Philosophie der Einsamkeit und der Gemeinschaft, Darmstadt und Genf 1951 (russisch: Ja i mir objektow).
- Existentielle Dialektik des Göttlichen und Menschlichen, München 1951 (französisch: Dialectique existentielle du divin et de l'humain, 1947; russ. 1952)
- Das Reich des Geistes und das Reich des Caesar, Darmstadt und Genf 1952 (russisch: Carstvo ducha i carstvo kesarja).
- Von des Menschen Knechtschaft und Freiheit. Versuch einer personalistischen Philosophie, Darmstadt und Genf 1954 (russisch: O rabstve i svobode čelovka).
- Die russische Idee. Grundprobleme des russischen Denkens im 19. Jahrhundert und zu Beginn des 20. Jahrhunderts. Eingeleitet, übersetzt und erläutert von Dietrich Kegler. (= Texte zur Philosophie, Band 5), Richarz, Sankt Augustin 1983 (russisch: Russkaja ideja. Osnovnye problemy russkoj mysli XIX veka i XX veka), ISBN 3-921255-91-0.
- Das Schicksal Russlands. Versuche über die Psychologie des Krieges und der Nationalität. Übersetzt und herausgegeben von Dietrich Kegler. Academia Verlag Baden Baden 2018 (russisch: Sud'ba Rossii. Opyty po psichologii vojny i nacional'nosti. Moskau 1918)

### Einführungen
- Friedrich Wilhelm Bautz: Berdjajew, Nikolaj Alexandrowitsch. In: Biographisch-Bibliographisches Kirchenlexikon (BBKL). Band 1, Bautz, Hamm 1975. 2., unveränderte Auflage. Hamm 1990, ISBN 3-88309-013-1, Sp. 505–507 (Artikel/Artikelanfang im Internet-Archive).
- Peter Ehlen; Gerd Haeffner; Friedo Ricken: Philosophie des 20. Jahrhunderts. (= Grundkurs Philosophie, Band 10; Kohlhammer-Urban-Taschenbücher, Band 354), 3. Auflage. Kohlhammer, Stuttgart 2010, S. 80–83.